# Жалнин, Николай Петрович
Николай Петрович Жалнин (1899 год, = с. Летки, Рузаевский уезд, Пензенская губерния, Российская империя — 10 марта 1939 год, Москва) — советский государственный деятель. Нарком снабжения Казахской ССР. Прокурор Куйбышевской области.

## Биография
Николай Петрович Жалнин родился в 1899 году в селе Летки Рузаевского уезда Пензенской губернии в крестьянской семье. По национальности - русский. Член Коммунистической партии с 1918 г.

### Трудовая деятельность
В 1908-1914 годах учёба в приходской начальной школе и 2-классном Старо-Сивильско-Майданском училище, село Старо-Сивильский Майдан Инсарского уезда. Окончил с похвальным листом.
В 1914-1917 годах сторож, канцелярист волостного управления в с. Летки.
В 1917 году член, секретарь волостного исполкома в с. Ключарево Саранского уезда Пензенской губернии.
В 1918-1919 годах секретарь ячейки РКП(б) в с. Перхляи, Ключарево.
В 1919 году член следственной комиссии Саранского революционного трибунала, член Пензенского губернского ревтрибунала и губернской следственной комиссии.
В 1920-1921 годах член, заместитель председателя и председатель отделения по дезертирским делам Пензенского губернского ревтрибунала.
В 1921-1922 годах председатель выездных сессий губернского ревтрибунала в г. Пенза, мобилизован в политический отдел 2-й отдельной Саратовской стрелковой бригады, помощник начальника управления по политической части, начальник административной части военно-продовольственного снабжения Саратовской губернии.
В 1922 году заместитель председателя губернского ревтрибунала.
В 1923-1926 годах председатель Самарского губернского суда.
В 1926-1928 годах прокурор Самарской губернии.
С июня по июль 1928 года уполномоченный Наркомата юстиции РСФСР по организации областной прокуратуры Средневолжской области в г. Самара.
С августа 1928 по февраль 1931 года заместитель наркома юстиции Казахской АССР, одновременно и. о. прокурора республики.
С февраля 1931 года второй заместитель председателя Казахского Крайколхозсоюза.
С февраля 1932 года председатель Алма-Атинской областной плановой комиссии, уполномоченный Казкрайкома ВКП(б) по Южно-Казахстанской области.
С апреля по июнь 1932 года уполномоченный Комитета по товарным фондам и регулированию торговли при СНК Казахской АССР.
С июня 1932 по сентябрь 1933 года нарком снабжения Казахской АССР.
В 1930-1933 годах член Казахской краевой Контрольной Комиссии ВКП(б).
С ноября 1933 по январь 1935 года прокурор Средневолжского края в г. Самара.
С января 1935 по декабрь 1936 года прокурор Куйбышевского края в г. Куйбышев.
С января 1937 по апрель 1937 года прокурор Куйбышевской области в г. Куйбышев.
8 апреля 1937 года освобождён от должности в связи с предполагаемым повышением – на должность 1-го заместителя председателя Куйбышевского облисполкома, также предполагался к назначению на должность в аппарате Прокуратуры СССР по просьбе Прокурора СССР А.Я. Вышинского. Однако, в связи с поступившим компроматом назначение не состоялось.

### Репрессии
27 сентября 1937 года арестован в Куйбышеве. Фигурирует в «Сталинском списке» от 3 февраля 1938 года по Куйбышевской области, категория 1 (расстрел). Завизировали список Сталин, Молотов, Каганович, Ворошилов.
10 марта 1939 года осужден военной коллегией Верховного суда СССР по статьям 58-7, 58-8, 58-11 УК РСФСР и приговорен к высшей мере наказания. Приговор приведён в исполнение в тот же день.
Был признан виновным в том, что с 1932 года являлся участником антисоветской шпионско-вредительской террористической право-троцкистской организации, действовавшей в Казахской ССР, ставящей своей целью свержение существующего строя в СССР. Вменялось в вину и то, что, будучи прокурором Куйбышевской области в 1933 году, по заданию первого секретаря обкома ВКП(б) В.П. Шубрикова создал в облпрокуратуре антисоветскую группу, проводил подрывную деятельность в области карательной политики: предано суду большое количество колхозного актива. В 1936 году якобы получил задание Шубрикова совершить террористический акт над самим Вышинским.
Родственникам была сообщена фиктивная дата смерти Н.П. Жалнина – 09 июня 1940 года, причина смерти – атеросклероз сердца.
Место захоронения - Москва, Донское кладбище.
15 октября 1955 года реабилитирован определением военной коллегии Верховного суда СССР, уголовное дело отменено за отсутствием состава преступления.

### Общественная деятельность
26-30.12.1926 – делегат 15-й Самарской губернской партконференции.
20-27.11.1927 – делегат 16-й Самарской губернской партконференции. Избран членом Самарского губкома ВКП(б).
27.11.1927 – избран кандидатом в члены бюро Самарского губкома ВКП(б) на организационном пленуме губкома ВКП(б).
15-21.01.1934 – делегат 4-й Средневолжской краевой партконференции. Избран членом СВ крайкома ВКП(б).
10-14.01.1934 – делегат 5-й Самарской городской партконференции.
07-14.06.1937 – делегат 5-й Куйбышевской областной партконференции.
01.1937 – делегат 17-го Всероссийского Съезда Советов в составе делегации Куйбышевской области; гор. Москва.

### Семья
Жена Николая Петровича Жалнина также подверглась репрессиям, Александру Кузьминичну, арестовали 16 октября 1937 года, детей отдали в детдом. Постановлением Управления НКВД по Куйбышевской области от 16 декабря 1938 года уголовное дело против нее было прекращено.
В семье два сына:
- Валериан (1921–1944) – погиб в бою во время Великой Отечественной войны.
- Виталий (1925–2000) – в 1943 году вступил в ряды Военно-воздушных сил СССР, стал бортстрелком на штурмовике Ил-2. За подвиги в годы войны удостоен звания Героя России в 1996 году. Он также был награжден четырьмя боевыми орденами, включая Орден Красного Знамени, Орден Красной Звезды, и Ордена Отечественной войны обеих степеней .